# روي إدوارد دودز
روي إدوارد دودز (بالإنجليزية: Roy Dodds)‏ هو طيار بطل أمريكي، ولد في 19 يوليو 1893 في بوفالو في الولايات المتحدة، وتوفي في 2 أبريل 1965 في ديترويت في الولايات المتحدة.